# Gondor

De Witte Boom met de zeven sterren is het symbool van Gondor

Gondor is een koninkrijk in Midden-aarde, het fictieve continent uit de boeken van J.R.R. Tolkien. Het speelt een belangrijke rol in In de Ban van de Ring.
Het rijk wordt, samen met Arnor, door de Númenoreanen onder Isildur en Anárion gesticht in het jaar 3320 van de Tweede Era. Het ligt in Midden-aarde, ten westen van de Schaduwbergen, het gebergte dat de grens met Mordor vormt. De hoofdstad Osgiliath ligt op beide oevers van de Anduin.

## Geografie

### Lenen
Gondor heeft verschillende provincies of lenen. De belangrijkste hiervan, aan het einde van de Derde Era zijn Anórien, waar Minas Tirith in ligt en Dor-en-Ernil, het land van de prins van Dol Amroth. Ook de streken Anfalas, Lamedon, Lebennin en Lossarnach hebben hun eigen bestuurders. Aan het einde van de Derde Era is de oude leen Ithilien grotendeels verlaten en Calenardhon is vergeven aan de Rohirrim.

### Steden
De hoofdstad van Gondor was Osgiliath, maar tijdens de Derde Era wordt de stad verwoest en nadien fungeert Minas Tirith als hoofdstad van Gondor. Andere belangrijke steden zijn de havensteden Dol Amroth en Pelargir.

### Rivieren
De belangrijkste rivier van het land is de Anduin. De meeste rivieren van Gondor liggen in het stroomgebied van de Grote Rivier met een aantal uitzonderingen. De bekendste hiervan zijn de Ringló met haar zijrivier Morthond en de Poros, die direct in de Baai van Belfalas uitmonden.
De Morthond (Engels: Blackroot) ontspring in de Ered Nimrais, nabij de zuidelijke poort van de Paden der Doden ten noorden van Erech, en stroomt in zuidelijke richting tot hij in de rivier de Ringló uitmondt. De rivier vormt de grens tussen de lenen Lamedon en Belfalas.
De Ringló vormt de grens tussen Lamedon en Belfalas in het oosten en Anfalas in het westen. De Ringló ontspringt in de Ered Nimrais ten noorden van Lamedon en stroomt zuidwestelijk tot hij nabij Edhellond, de oude haven van de Elfen, in de Baai van Belfalas uitmondt. Aan de rivier ligt onder andere ook de plaats Ethring in Lamedon.
De Gilrain ontspringt in de Ered Nimrais en stroomt in zuidelijke richting tot hij even voor Linhir in de rivier de Serni uitmondt. De rivier vormt het langste deel van de grens tussen de lenen Lebennin in het oosten en Belfalas in het westen, waarvan na de samenvloeiing de Serni het laatste stuk vormt. Volgens de legende zou Nimrodel langs de Gilrain naar het zuiden zijn getrokken.
De rivier de Poros wordt gezien als de zuidelijke grens van Gondor. In het noorden vormde de Limlicht de grens totdat in 2510 Calenardhon werd verlaten en de grens werd teruggetrokken tot de Glanhir en de Onodló, die daarvoor de west- en noordgrenzen van Anórien vormden. Effectief gezien vormt de Lefnui de westgrens, tussen Anfalas en Drúwaith Iaur, dat feitelijk gezien niet door Gondor geregeerd wordt.
Overige rivieren zijn de Celos, Serni en Sirith in Lebennin, de Ciril in Lamedon, de Erui in Lossarnach en de Morgulduin in Ithilien.

## Geschiedenis

### Opkomst

#### Gondor bloeit op
Na de overwinning van het Laatste Bondgenootschap op Sauron wordt Isildur de Hoge Koning van Gondor en Arnor. Nadat hij het rijk heeft gereorganiseerd, laat hij zijn neef Meneldil in Gondor achter. Isildur wordt gedood in de Ramp van de Irisvelden. Wanneer zijn enige overlevende zoon Valandil meerderjarig wordt, verwerft hij het koningschap over Arnor, maar de rechtmatige titel 'Hoge Koning' van de Dúnedain' is dan een dode letter en Gondor wordt na de dood van Isildur slechts geregeerd door Meneldil en zijn nakomelingen. Onder de zevende koning van Gondor, Ostoher, wordt het gewoon dat de heerser van Gondor de zomermaanden in Minas Anor doorbrengt, maar Osgiliath blijft wel officieel de hoofdstad van Gondor. Wanneer Ostoher oud is, breekt er voor het eerst sinds de val van Sauron oorlog uit in Gondor. De Oosterlingen vallen het rijk aan. Ostohers zoon moet de aanval afslaan, waar hij in slaagt. Bij deze overwinning worden grote gebieden ten oosten van de Anduin aan Gondor toegevoegd. De prins bestijgt na de dood van Ostoher de troon als Rómendacil I, hetgeen Overwinnaar van het Oosten betekent. Rómendacil sneuvelt tegen de Oosterlingen in het jaar 541 van de Derde Era, maar hij wordt gewroken door zijn zoon Turambar.

#### Het machtigste rijk van Midden-aarde
In het jaar 810 van de Derde Era bestijgt Tarannon Falastur de troon van Gondor. Hij is de eerste van de zogenaamde Scheepskoningen, de koningen die Gondor door middel van de vloot tot het hoogtepunt van zijn macht leiden.
Tarannon begint met de bouw van een grote armada. In het jaar 913 van de Derde Era sterft hij kinderloos en wordt hij opgevolgd door zijn neef Eärnil I. Twintig jaar later wordt Umbar toegevoegd aan het rijk. Eärnils zoon Ciryandil moet Umbar verdedigen tegen de Haradrim en laat daarbij het leven. Zijn zoon Ciryaher neemt wraak door in het jaar 1050 van de Derde Era de Harnen over te steken en de Haradrim een verpletterende nederlaag toe te brengen. De nederlaag is zo vernietigend dat de Haradrim voor de komende duizend jaar geen bedreiging meer vormen. Daarop neemt Ciryaher de naam Hyarmendacil I aan, hetgeen Overwinnaar van het Zuiden betekent. Onder Hyarmendacil I bereikt Gondor zijn grootste omvang. Gondor strekt zich dan uit van de Limlicht in het noorden tot Umbar in het zuiden en van de Gwathló in het westen tot de Zee van Rhûn in het oosten. Ook Mordor wordt in deze tijd door Gondor bestuurd en Hyarmendacil laat een reeks forten, waaronder Durthang, bouwen om te voorkomen dat Saurons dienaren het land kunnen betreden. Bij zijn dood in het jaar 1149 van de Derde Era is Gondor zo machtig dat geen macht in Midden-aarde het aandurft om het aan te vallen.

### Verval

#### Decadentie, Broedertwist en pest
De zoon van Hyarmendacil, Atanatar II, is uit heel ander hout gesneden. Hij houdt van de weelde en pracht die het rijke koninkrijk zich nu kan veroorloven. Onder zijn heerschappij sluipt decadentie het Huis van Anárion binnen. Zijn beide zonen en opvolgers zijn evenmin geïnteresseerd in het heersen en een regent, Minalcar, bestuurt het land in hun plaats. In het jaar 1240 van de Derde Era weet Minalcar de Oosterlingen een zware nederlaag toe te brengen en krijgt Gondor grote zeggenschap over de Noordmannen van Rhovanion. In het jaar 1304 van de Derde Era bestijgt Minalcar de troon als Rómendacil II. Hij stuurt zijn zoon Valacar als ambassadeur naar de Noordmannen, mensen met een kortere levensduur. Valacar wordt verliefd op Vidumavi, de dochter van de koning van Rhovanion. Zij trouwen en kregen een zoon, Vinitharya, die half Noordman, half Dúnedain is. Hierdoor neemt de onrust in Gondor toe, doordat de edelen vrezen dat de kracht van het Númenoreaanse bloed verloren gaat als Vinitharya koning wordt. Ook wordt gevreesd dat hij en zijn nakomelingen korter zullen leven en zwakker zullen zijn dan volbloed Dúnedain.
Na de dood van Valacar wordt Vinitharya koning onder de naam Eldacar. De opvolging in het jaar 1432 van de Derde Era verloopt schijnbaar probleemloos, maar vijf jaar later breekt er een burgeroorlog uit: de Broedertwist. De opperbevelhebber van de marine, Castamir komt in opstand tegen Eldacar. Castamir trekt Eldacars legitimiteit in twijfel door zijn gemengde bloed en grote delen van Gondor, in het bijzonder de kustprovincies, volgen hem. Castamir blijft tien jaar lang heersen, maar zijn bewind wordt steeds tirannieker. Ornendil, Eldacars oudste zoon, wordt zelfs door Castamir omgebracht. In het jaar 1447 van de Derde Era marcheert Eldacar, met een door Rhovanion gesteund leger, Gondor binnen. Met steun van de Dúnedain van Anórien wordt de Slag van de Oversteekplaatsen van de Erui gevoerd. Castamir komt hierbij om het leven en Eldacar wint de veldslag, maar de Dúnedain met het zuiverste Númenoreaanse bloed laten het leven. Tevens slaagt de koning er niet in om de zonen van Castamir gevangen te nemen. Zij nemen Gondors vloot mee naar Umbar waar zij zich tussen de lokale bevolking vestigen en bekend worden als de Kapers van Umbar.
Tijdens de burgeroorlog in Gondor wordt Osgiliath zwaar beschadigd. Deze stad wordt zelfs gedeeltelijk verlaten als gevolg van de grote plaag in het jaar 1636. In 1640 verplaatst koning Tarondor het hof definitief naar Minas Anor. Later wordt deze stad hernoemd tot Minas Tirith. In Frodo's tijd is de oostelijke oever van de Anduin al in handen van Sauron, waardoor Osgiliath ook niet weer opgebouwd kan worden.

#### Het einde van het Huis van Anárion
Aan het einde van het tweede millennium van de Derde Era lijkt Gondor zich weer te herstellen van de beproevingen van de Broedertwist. Umbar wordt in 1810 heroverd. In het jaar 1944 vallen zowel de Oosterlingen als de Haradrim Gondor binnen en koning Ondoher en zijn beide zonen sneuvelen in de strijd tegen de Oosterlingen. Hoewel de aanvallen ternauwernood worden afgeslagen, komt Gondor in een zware crisis terecht. Arvedui, de kroonprins van Arthedain, een restant van Arnor, maakt aanspraak op de troon van Gondor omdat hij getrouwd is met Ondohers dochter Fíriel en afstamt van Isildur, de Hoge Koning van Arnor en Gondor. Stadhouder Pelendur weigert Arvedui als koning van Gondor te erkennen en de Gondorianen benoemen de zegevierende generaal Eärnil II tot koning. Eärnil is ook van het koninklijke huis en stamt af van koning Telumehtar. Tijdens zijn regering wordt Arthedain als laatste overblijfsel van Arnor vernietigd.
Eärnils zoon Eärnur is de laatste koning van Gondor. Hij wordt door de Heer van Minas Morgul, tovenaar-koning en leider van de Nazgûl, uitgedaagd tot een gevecht. Hij neemt de uitdaging aan en rijdt naar Minas Morgul, maar hij komt niet terug. De stadhouders regeren Gondor als plaatsvervangers 'tot de koning terugkeert'.

#### De heerschappij van de Stadhouders
Hoewel de stadhouders het rijk vaak kundiger besturen dan de koningen raakt Gondor allengs steeds meer gebied kwijt, vaak door gebrek aan mankracht. Zo dreigt het noordelijke deel Calenardhon verloren te gaan tot er onverwachts hulp komt opdagen uit het noorden: de Eorlingas of Rohirrim, een ruitervolk uit Wilderland. Stadhouder Cirion schenkt hen Calenardhon (behalve Isengard) uit dank voor hun hulp en zij stichten er hun eigen koninkrijk Rohan.
In het zuiden, in Umbar, gaat het minder goed. De kapers van Umbar zijn er actief en zo wordt Harondor een omstreden en vijandelijk gebied waar Sauron veel invloed heeft.
Tijdens de Oorlog om de Ring is Denethor stadhouder van Gondor, maar na de vernietiging van de Ene Ring wordt Aragorn als rechtmatige erfgenaam van de koningen van Arnor en Gondor tot koning gekroond. Zijn rijk, het Herenigd Koninkrijk van Arnor en Gondor, komt tot grote bloei.

### Trivia
De stad zou door Tolkien naar de Ethiopische stad Gondar genoemd zijn.